# Bram Boelee
Bram Boelee (Rotterdam, 5 januari 1927 – Berkenwoude, 22 juli 2008) was een Nederlandse concertpianist.

## Biografie
Boelee bleek in zijn jeugd reeds aanleg te hebben voor pianospelen. Willem Pijper, toentertijd directeur van de Toonkunst muziekschool, herkende dit bij zijn leerling en moedigde hem aan zijn talent verder te ontwikkelen.
Na de muziekschool kreeg Boelee eerst les van de pianist Marinus Flipse en later van de dirigent Eduard Flipse. Na de Tweede Wereldoorlog ging Boelee in 1946 naar het Amsterdams Conservatorium, waar hij les kreeg van Willem Andriessen. Hier behaalde hij in 2 jaar zijn diploma's.
In 1948 vertrok Boelee, met een aanbeveling van Willem Andriessen, naar Parijs om te studeren aan de École Marguerite Long – Jacques Thibaud bij onder meer Lazare Lévy en Marguerite Long. In 1950 volgde hij, mede dankzij een studiebeurs van de Franse regering, een meestercursus bij Alfred Cortot in Lausanne.
Bram Boelee kreeg bekendheid met het uitvoeren van pianowerken van Schumann en Chopin. Zijn spel werd als ‘romantisch’ bestempeld. In 1950 won hij de Julius Röntgenprijs met vertolkingen van Bach-Busoni en Beethoven. In 1951 en 1954 volgden prijzen op het Internationale Muziekconcours in Genève en begon een carrière met concerten in binnen- en buitenland. In 1964 maakte hij zijn eerste plaatopname met composities van Chopin. Een opname in 1968, opnieuw met werken van Chopin, bracht het tot een ‘gouden plaat’.
Met het Rotterdams Philharmonisch Orkest onder leiding van Franz Paul Dekker verzorgden Bram Boelee en Marinus Flipse in 1966 het openingsconcert van de Rotterdamse Doelen met een uitvoering van het Carnaval des Animaux van Camille Saint-Saëns. Hij trad in die jaren op met diverse orkesten onder dirigenten als Bruno Maderna, Eduard Flipse, Bernard Haitink, Willem van Otterloo, Ernest Bour en Jean Fournet. Hij begeleidde Elly Ameling en vormde duo’ s met de cellisten Anner Bijlsma en Peter Doberitz en met fluitist Raymond Delnoye. In 1968 en ’69 gaf Bram Boelee concerten in Duitsland, Engeland, Frankrijk, Italië, Denemarken en Zweden.
In 1970 stonden concerten gepland in Israël en Tsjecho-Slowakije, maar deze moesten worden afgeblazen toen Boelee dat jaar, op 43-jarige leeftijd, werd getroffen door een ernstige hersenbloeding. Na een jaar verliet hij gedeeltelijk verlamd het ziekenhuis en werd het duidelijk dat hij nooit meer piano zou kunnen spelen.
In 1992 kreeg Bram Boelee op 65-jarige leeftijd van Bram Peper de Erasmusspeld van de gemeente Rotterdam uitgereikt.
Bram Boelee overleed in 2008, 81 jaar oud, in Berkenwoude.

## Discografie
- Marinus Flipse, Bram Boelee – Werken Voor Twee Vleugels En Quatre Mains opgenomen in de kleine zaal van De Doelen. [Rotterdam:] Dankers, nr. 113 307 Y, 1968, LP. (Bach, Mozart, Chopin, Schubert,  Dvořák)
- Rotterdams Opera Koor. (o.l.v. Piet Struyck, met Ileana Sinnone, Bruno Tessari, Bram Boelee, Kees Steinroth). Label onbekend, Nr. PG 651208, LP. (Verdi, Puccini, Donizetti, Ponchielli.)
- Bram Boelee speelt Chopin. Rotterdam: Dankers Classic Festival, Coolsingel, 1965, nr. 110 618L, LP.
- Bram Boelee speelt Chopin. Rotterdam: Dankers Classic Festival, nr. 45 RC 141, 45 rpm ep.
- Bram Boelee piano. Bach, Reger, Badings, Hummel, Jongen, Debussy. Rotterdam: P en C. Wijnand Van Hooff Producties, nr. WVH 056, 1992, CD. Bach, Reger, Badings, Hummel, Jongen, Debussy.)

## Over Boelee
In 2017 heeft zijn echtgenote een publicatie over het leven van Bram Boelee uitgegeven (in privé beheer) onder de titel Bram Boelee Een bijzonder mens 1927-2008. In dit 460 pagina's tellende boek wordt niet alleen een levensbeschrijving van de mens Bram Boelee gegeven, maar wordt ook het leven van een klassiek musicus en muziekpedagoog in de jaren vijftig en zestig van de 20e eeuw beschreven. Het boek geeft een goed inzicht in het klassieke muziekleven in die jaren en dan in het bijzonder in het naoorlogse Rotterdam.
- Nationale Bibliotheek van Tsjechië: xx0167533
- Nederlandse Thesaurus van Auteursnamen: 412352028
- Virtual International Authority File: 297286766